# Navadna škorpijonka
Navadna škorpijonka (znanstveno ime Panorpa communis) je vrsta neškodljivih žuželk iz družine škorpijonk, ki je razširjena po Evropi in severni Aziji.

## Opis
Navadna škorpijonka zraste v dolžino do 30 mm, razpon kril pa ima do 35 mm. Zadek je pri obeh spolih sestavljen iz rumenih in črnih členov, glava in zadek sta rdečkasta. Samec ima na zadku značilno prijemalo, podobno škorpijonovemu repu, ki pa ni nevarno. Z njim pri parjenju drži samico. Na glavi ima škorpijonka velike sestavljene oči, čeljusti pa so podaljšane v nekakšno sesalo, ki se odpira na vrhu glave.
Odrasle škorpijonke so aktivne od maja do septembra, prehranjujejo pa se z mrtvimi žuželkami, ki jih včasih celo poberejo iz pajkovih mrež (oblika kleptoparazitizma). Včasih se hranijo tudi z živimi listnimi ušmi. Krila so dobro razvita, prozorna s črnimi pikami ali lisami. Kljub temu le redko letijo na daljše razdalje. Samice jajčeca odlagajo v prst, iz njih pa se izležejo ličinke, ki so podobne gosenicam metuljev. Te se v zemlji prehranjujejo z mrhovino. Po koncu hranjenja se, pri dolžini okoli 20 mm, v prsti zabubijo.